# Ібтіссем Дуду
Ібтіссем Дуду (араб. ابتسام دودو; нар. 20 листопада 1999) — алжирська борчиня вільного стилю, чотириразова бронзова призерка чемпіонатів Африки, бронзова призерка Африканських ігор, учасниця Олімпійських ігор.

## Спортивні результати на міжнародних змаганнях

### Виступи на Олімпіадах
| Змагання                    | Збірна | Вагова категорія          | Місце |
| --------------------------- | ------ | ------------------------- | ----- |
| Літні Олімпійські ігри 2024 | Алжир  | жіноча боротьба, до 50 кг | 14    |

### Виступи на Чемпіонатах Африки
| Змагання                         | Збірна | Вагова категорія          | Місце  |
| -------------------------------- | ------ | ------------------------- | ------ |
| Чемпіонат Африки з боротьби 2019 | Алжир  | жіноча боротьба, до 53 кг | 4      |
| Чемпіонат Африки з боротьби 2020 | Алжир  | жіноча боротьба, до 50 кг | Бронза |
| Чемпіонат Африки з боротьби 2022 | Алжир  | жіноча боротьба, до 50 кг | Бронза |
| Чемпіонат Африки з боротьби 2023 | Алжир  | жіноча боротьба, до 53 кг | Бронза |
| Чемпіонат Африки з боротьби 2024 | Алжир  | жіноча боротьба, до 50 кг | Бронза |

### Виступи на Африканських іграх
| Змагання              | Збірна | Вагова категорія          | Місце  |
| --------------------- | ------ | ------------------------- | ------ |
| Африканські ігри 2019 | Алжир  | жіноча боротьба, до 50 кг | Бронза |

### Виступи на Середземноморських іграх
| Змагання                    | Збірна | Вагова категорія          | Місце |
| --------------------------- | ------ | ------------------------- | ----- |
| Середземноморські ігри 2022 | Алжир  | жіноча боротьба, до 50 кг | 6     |

### Виступи на інших змаганнях
| Змагання                                                          | Збірна | Вагова категорія          | Місце  |
| ----------------------------------------------------------------- | ------ | ------------------------- | ------ |
| Турнір Дана Колова — Николи Петрова 2019                          | Алжир  | жіноча боротьба, до 50 кг | 15     |
| Київський Міжнародний турнір з боротьби 2021                      | Алжир  | жіноча боротьба, до 50 кг | 19     |
| Олімпійський кваліфікаційний турнір з боротьби 2020 (Хаммамет)    | Алжир  | жіноча боротьба, до 50 кг | 4      |
| Турнір Дана Колова — Николи Петрова 2024                          | Алжир  | жіноча боротьба, до 50 кг | Срібло |
| Олімпійський кваліфікаційний турнір з боротьби 2024 (Александрія) | Алжир  | жіноча боротьба, до 50 кг | Золото |
| Меморіал Імре Поляка та Яноша Варги 2024                          | Алжир  | жіноча боротьба, до 50 кг | 11     |
| Відкритий чемпіонат Польщі з боротьби 2024                        | Алжир  | жіноча боротьба, до 50 кг | Срібло |
| Гран-прі Іспанії з боротьби 2024                                  | Алжир  | жіноча боротьба, до 50 кг | 5      |

### Виступи на змаганнях молодших вікових груп
| Змагання                                                   | Збірна | Вагова категорія          | Місце  |
| ---------------------------------------------------------- | ------ | ------------------------- | ------ |
| Чемпіонат Африки з боротьби серед кадетів 2015             | Алжир  | жіноча боротьба, до 40 кг | Золото |
| Чемпіонат Африки з боротьби серед юніорів 2016             | Алжир  | жіноча боротьба, до 44 кг | Золото |
| Чемпіонат Африки з боротьби серед юніорів 2018             | Алжир  | жіноча боротьба, до 50 кг | Бронза |
| Середземноморський чемпіонат з боротьби серед юніорів 2018 | Алжир  | жіноча боротьба, до 50 кг | Бронза |
| Чемпіонат Африки з боротьби серед юніорів 2019             | Алжир  | жіноча боротьба, до 50 кг | Бронза |